# Balaenoptera ricei
Balaenoptera ricei är en art i familjen fenvalar som förekommer i Mexikanska golfen. Populationen räknades en längre tid till Brydes fenval (Balaenoptera brydei) och efter en genetisk studie från 2021 godkänns den som art.
Arten blir upp till 14 meter lång och den kan väga 27 ton. Bredvid genetiken skiljer sig Balaenoptera ricei från Brydes fenval i avvikande detaljer av skelettet. Artepitetet i det vetenskapliga namnet hedrar zoologen Dale Rice.
Arten lever i ett område nära Förenta staternas kustlinje som är upp till 400 meter djup. Regionen uppskattas vara 50 000 km² stor. En hona av samma population som 2015 utrustades med en radiosändare vistades främst nära havsytan. Den hade antagligen små fiskar som föda som bildar stim.
Antagligen drabbades Balaenoptera ricei av oljeutsläppet i Mexikanska golfen 2010 som skedde i närheten. Uppskattningsvis kom nästan hälften av populationen i kontakt med olja och hos många honor minskade förmågan till fortplantningen. Flera exemplar dör eller strandar när de hamnar i fiskeredskap. Andra individer skadas när de kolliderar med fartyg. Denna fenval påverkas liksom andra familjemedlemmar av oljud som skapas i samband med människans aktiviteter. Beståndet hotas även av plastbitar som hamnar i havet.
Enligt olika uppskattningar finns endast upp till 50 vuxna exemplar kvar. IUCN listar arten som akut hotad (CR).